# 恽震
恽震（1901年—1994年），江蘇常州人。中国电力工程专家。

## 履历
恽震早年就读上海交通大学电机工程系，后赴美留学，入读威斯康星大学，毕业后曾在美国工作过一段时间。20世纪30年代，恽震担任全国电气事业指导委员会主任。中华人民共和国建立后作为九三学社成员担任政协委员。1950年任华东工业部任电器工业处处长。文革期间一度被划为右派。文革后被当时江泽民领导的外事局聘请为顾问。1994年病逝，享年九十四岁。卒后表示慰问的人物包括总书记江泽民、上海市委书记吴邦国、钱正英、汪道涵、中华民国行政院长孙运璿等。